# قراقرة
منطقة قراقرة تقع في الوادي الغربي من وادي الحياة. يحدها من الشرق منطقة تكركيبة ومن الغرب منطقة الخرائق و يزينها من الشمال غابات النخيل الخضراء وبحر الرمال الممتد إلي وادي الشاطئ, ومن الجنوب مجرى وادي برجوج . سكنها الإنسان من قديم الزمان. وبداية تأسيس القرية في المنطقة القريبة لغابة النخيل من الناحية الشرقية الشمالية تحت اسم قيرىقيرى وتعني باللغة التارقية المنطقة الوسطى حيت دل علي ذلك وجود بعض القطع القديمة لجرار وأدوات فخارية وأواني كانت تستخدم في الطبخ ونقل المياه ..ويقال أيضا إن أول من أسس هذه القرية قبيلة طارقية تسمي قبيلة( قراقريون) ويدل علي ذلك النقوش التي وجدت بجبل الرشادة الحمراء بلغة التفيناغ التي يكتب بها الطوارق. تم انتقل السكان إلي الجنوب في المنطقة القريبة من الطريق العام بالمزرعة التي تسمي جنت عيسى وسميت فيما بعد بأسم قراقرة .